# إنترميكو
النشيد الوطني للبوسنة والهرسك (بالبوسنية: درجافنا خيمنا بوسنى أي خرتسيغوفينىDržavna himna Bosne i Hercegovine) أو إنترميتسو Intermeco ، تم تبنّي النشيد في يوم 25 يونيو 1999، بواسطة إعلان قانون النشيد الوطني للبوسنة والهرسك. , واستبدال النشيد الأقدم يدنا سي يدينا والمتهم بالتعدي على الصرب والكروات في البلاد.

## مواضيع ذات صلة
- البوسنة والهرسك
- يدنا سي يدينا

## وصلات خارجية
- مجلس الوزراء البوسنة
- بوابة البوسنة والهرسك باللغة العربية